# Тузмухамедов, Раис Абдулхакович
Раис Абдулхакович Тузмухамедов (29 апреля 1926, Семипалатинск — 24 июня 1996) — юрист, специалист по проблемам публичного международного права и Движению неприсоединения; выпускник МГИМО МИД СССР (1950), доктор юридических наук с диссертацией о ликвидации колониализма (1966), профессор на кафедре международного права РУДН (1982); ведущий научный сотрудник Института государства и права (1984—1996); президент ассоциации «Юристы Содружества за сотрудничество в Азиатско-Тихоокеанском регионе».

## Биография
Раис Тузмухамедов родился 29 апреля 1926 года в Семипалатинске (Казахская АССР); в 1950 году он стал выпускником Московского государственного института международных отношений (МГИМО) МИД СССР. Через четыре года он защитил в МГИМО кандидатскую диссертацию, выполненную под руководством профессора Сергея Крылова, на тему «Борьба СССР за государственный и национальный суверенитет иранского народа (Советско-иранский договор от 26 февраля 1921 г.)» — стал кандидатом юридических наук.
В 1950 году Тузмухамедов начал научно-преподавательскую деятельность: он преподавал международное право в нескольких ВУЗах, включая родной МГИМО, Дипломатическую академию МИД СССР, советскую Академию внешней торговли, Ташкентский государственный экономический университет, а также — Университет мировой экономики и дипломатии МИД Узбекистана. Кроме того, он читал лекции и циклы лекций в учебных центрах за пределами СССР: в частности, в индийском Университете имени Дж. Неру (Нью-Дели) и в американской Гарвардской школе права (Кембридж). Помимо этого, в период с 1981 по 1983 год, он занимал пост заведующего кафедрой международного права в афганском Институте общественных наук (Кабул).
В 1958—1963 годах Тузмухамедов являлся старшим научным сотрудником в Институте философии и права АН Узбекистана; затем, в период с 1968 по 1979 год, он состоял старшим исследователем в московском Институте мировой экономики и международных отношений (ИМЭМО) АН СССР. В 1979 году он успешно защитил в Ленинградском государственном университете (ЛГУ) докторскую диссертацию защитил по теме «Вопросы международно-правовой теории и практики организаций общей компетенции» — стал доктором юридических наук (по другим данным, в 1966 году защитил диссертацию «Ликвидация колониализма в свете международного права»). Через три года занял позицию профессора на кафедре международного права, относившейся к юридическому факультету Университета дружбы народов (РУДН). Кроме того, в 1984—1996 годах, он являлся ведущим научным сотрудником в Института государства и права (ИГП) АН СССР / РАН.
В составе советской делегации Тузмухамедов принимал участие в работе специального комитета по выработке Декларации ООН о принципах международного права, касающихся дружественных отношений и сотрудничества между государствами в соответствии с Уставом ООН — декларация была принята в 1970 году. Являлся участником ряда международных конференций, включая 1-ю специальную сессию Генеральной Ассамблеи ООН по разоружению, проходившую в 1978 году.
В 1957 году Тузмухамедов стал членом Советской ассоциации международного права — он входил в состав как исполнительного комитета данной организации, так и в состав редакционной коллегии журнала «Ежегодник международного права». В 1990 году стал инициатором создания и первым президентом ассоциации «Юристы Содружества за сотрудничество в Азиатско-Тихоокеанском регионе». Тузмухамедов также входил в Совет Ассоциации юристов стран Азии и Тихого океана — и являлся вице-президентом Всемирного федералистского движения; был награжден медалями Афганистана и СССР. После непродолжительной тяжелой болезни скончался 24 июня 1996 года; был похоронен в городе Пушкино (Московская область).

## Работы
Раис Тузмухамедов являлся автором и соавтором целого ряда печатных работ; он специализировался на проблемах международного права, включая проблематику, связанную с деятельностью Движения неприсоединения; занимался изучением международных организаций развивающихся стран. Участвовал в пяти изданиях учебника МГИМО «Международное право»; принимал участие во втором издании «Курса международного права»:
- «Советско-иранские отношения (1917—1921)» (М., 1960);
- «Национальный суверенитет» (М., 1963);
- «Неприсоединение и разрядка международной напряженности» (М., 1976);
- «Международные межправительственные организации развивающихся стран (вопросы международно-правовой теории и практики организаций общей компетенции)» (Л., 1977);
- «Движение неприсоединения и международное право» (М., 1989);
- «Права и свободы в современных источниках международного права» (Казань, 1995).